# Bromley-by-Bow (metropolitana di Londra)
Bromley-by-Bow è una stazione della metropolitana di Londra, servita dalle linee District e Hammersmith & City. È situata presso l'omonimo quartiere nell'est della capitale britannica. È compresa all'interno delle Travelcard Zone 2 e 3.
Entrambe le linee utilizzano le stesse due piattaforme.
Fu aperta nel 1858. Inizialmente utilizzata dalla Metropolitan District Railway, dal 1962 è ad uso esclusivo della metropolitana di Londra. In seguito ad un incendio, la stazione fu ricostruita nel 1972 e presenta dunque uno stile architettonico molto diverso da quello delle altre fermate della zona.
Nel 2008 nei pressi della stazione di Bromley-by-Bow fu ritrovata una bomba inesplosa risalente alla seconda guerra mondiale.